# Élections européennes de 1989 au Luxembourg
Au Luxembourg, les élections européennes de 1989 se sont déroulées le 18 juin 1989 pour désigner les six députés européens luxembourgeois au Parlement européen, pour la législature 1989-1994.

## Mode scrutin
Les six eurodéputés luxembourgeois sont élus au suffrage universel direct dans une circonscription unique à l’échelle du pays. L'élection se tient au scrutin proportionnel pour départager les listes de six candidats présentées par les partis. Les électeurs peuvent soit voter pour les six candidats d'une liste, soit panacher les bulletins de vote pour sélectionner six candidats de différentes listes. 
Chaque partie se voit ensuite attribuer un nombre de sièges proportionnel au nombre total de suffrages exprimés pour ses candidats, les sièges étant alors attribués aux candidats de ce parti ayant obtenu le plus de voix.

## Résultats

### Répartition
| Parti | Parti                              | Groupe au PE | Voix    | %       | +/-   | Sièges | +/- |
| ----- | ---------------------------------- | ------------ | ------- | ------- | ----- | ------ | --- |
|       | Parti populaire chrétien-social    | PPE          | 346 621 | 34,87 % | -0,03 | 3      | =   |
|       | Parti ouvrier socialiste           | PSE          | 252 920 | 25,45 % | -4,48 | 2      | =   |
|       | Parti démocratique                 | ELDR         | 198 254 | 19,95 % | -2,12 | 1      | =   |
|       | Liste Verte, Initiative Écologiste |              | 60 152  | 6,14 %  | n/a   | 0      | n/a |
|       | Parti communiste luxembourgeois    |              | 46 791  | 4,71 %  | +0,63 | 0      | =   |
|       | Parti de l’alternative verte       |              | 42 926  | 4,32 %  | n/a   | 0      | n/a |
|       | Mouvement national                 |              | 28 867  | 2,90 %  | n/a   | 0      | n/a |
|       | Alliance de l'alternative verte    |              | 8 577   | 0,86 %  | n/a   | 0      | n/a |
|       | Parti socialiste révolutionnaire   |              | 6 053   | 0,61 %  | +0,23 | 0      | =   |
|       | Firwat.nët                         |              | 1 876   | 0,19 %  | n/a   | 0      | n/a |